# Tamolanica andama
Tamolanica andama es una especie de mantis de la familia Mantidae.

## Distribución geográfica
Se encuentra en Nueva Guinea.